# Петрово (Пучежский район)
Петрово — село в Пучежском районе Ивановской области России. Входит в состав Сеготского сельского поселения.

## География
Село расположено в восточной части Ивановской области, в зоне хвойно-широколиственных лесов, на берегах реки Ожгулихи, при автодороге 24Н-268, на расстоянии примерно 16 километров (по прямой) к северо-западу от города Пучежа, административного центра района. Абсолютная высота — 117 метров над уровнем моря.

### Климат
Климат характеризуется как умеренно континентальный, с умеренно холодной снежной зимой тёплым влажным летом. Среднегодовая температура воздуха — 2,6 °C. Средняя температура воздуха самого холодного месяца (января) — −12,1 °C (абсолютный минимум — −39 °C); самого тёплого месяца (июля) — 17,7 °C (абсолютный максимум — 30 °С). Безморозный период длится около 139 дней. Годовое количество атмосферных осадков — 658 мм, из которых 417 мм выпадает в период с апреля по октябрь. Снежный покров устанавливается в третьей декаде ноября и держится в течение 145 дней.

### Часовой пояс
Село Петрово, как и вся Ивановская область, находится в часовой зоне МСК (московское время). Смещение применяемого времени относительно UTC составляет +3:00.

## История
В XIX — первой четверти XX века село входило в состав Дьяконовской волости Юрьевецкого уезда Костромской губернии, с 1918 года — Иваново-Вознесенской губернии.
С 1929 года село входило в состав Дынинского сельсовета Пучежского района Ивановской области, с 1954 года — центр Петровского сельсовета, с 2005 года — в составе Сеготского сельского поселения.
До 2013 г. в селе действовала начальная школа - детский сад.

## Инфраструктура и достопримечательности
В селе имеются ФАП, сельский клуб, библиотека и магазин.
Мемориал воинам, погибшим в Великой Отечественной войне 1941—1945 г.

## Население
| 1872 | 1897 | 1907 | 2002 | 2010 |
| ---- | ---- | ---- | ---- | ---- |
| 120  | ↗145 | ↗156 | ↘139 | ↘102 |

### Национальный состав
Согласно результатам переписи 2002 года, в национальной структуре населения русские составляли 99 % из 139 чел.

## Транспорт
Фактически производится регулярное сообщение с центром района — городом Пучеж. От села Сеготь можно доехать до городов Кинешма и Юрьевец. C автостанции г. Пучеж можно доехать до других населенных пунктов пригородного или междугороднего сообщения (Иваново, Нижний Новгород).